# Policia del Pensament
La Policia del Pensament és una organització policíaca fictícia, inspirada en la Gestapo i en l'NKVD, a la novel·la de George Orwell 1984.
Aquesta organització es caracteritza per arrestar els "ciutadans" que "pensen" en coses que van en detriment de les consignes del Partit. El crim de pensament és lògicament el més greu de tots els crims sancionats pel Partit. La Policia del Pensament utilitza unes màquines anomenades Telepantalles similars a televisors proveïts d'un micròfon integrat, el qual permet els agents de la Policia del Pensament escoltar les converses realitzades entre les persones que es troben a una certa proximitat de la telepantalla. El Partit obliga els ciutadans (principalment a aquells que ocupen càrrecs dins del Partit, sent major el control com més s'ascendia en l'escalafó) a posseir telepantalles a casa i a les oficines. A part de les telepantalles, exerceixen el control mitjançant l'ús de micròfons al carrer i, fins i tot, en el camp. El càstig per "pensar malament" (delicte anomenat crimpensar) del Partit o el Gran Germà és ser segrestat i torturat i, en última instància, si el subjecte es resisteix, ser portat a l'Habitació 101, on se'l trenca definitivament.
Elsproles (terme amb què es designa el proletariat) són pràcticament lliures del control que exerceix la Policia del Pensament. La delinqüència és una cosa comuna i molt estesa entre ells, però ja que tot això no afecta el Partit, es permet: el control de la Policia es redueix a unes quantes telepantalles i a l'eliminació d'elements potencialment perillosos. Com s'afirma a la novel·la, "els proles posseïen llibertat intel·lectual, perquè estaven desproveïts d'intel·lecte". L'important era que el fervor al Gran Germà es mantingués en el Partit, a fi que aquest no perdés la confiança en si mateix i fos enderrocat.